# Copa Davis de 2020-21
A Copa Davis de 2020-21 foi a 109ª edição do mais importante torneio entre países do tênis masculino.
A pandemia de COVID-19 gerou muitos transtornos, como:
- A interrupção em 2020, obrigando a conclusão em 2021, tornando-se a edição de 2020-21;

## Finais

### Qualificatório
As equipes vencedoras se classificam para a fase de grupos, em novembro. As perdedoras jogam a repescagem na mesma data, mas para ascender ao qualificatório ou serem rebaixadas ao zonal do ano seguinte.
Datas: 6 e 7 de março de 2020.
| Cidade      | Piso             | C  | Equipe mandante | C | Equipe visitante | Resultado |
| ----------- | ---------------- | -- | --------------- | - | ---------------- | --------- |
| Zagreb      | duro (coberto)   | 1  | Croácia         |   | Índia            | 3–1       |
| Debrecen    | duro (coberto)   |    | Hungria         | 2 | Bélgica          | 3–2       |
| Bogotá      | saibro (coberto) |    | Colômbia        | 3 | Argentina        | 3–1       |
| Honolulu    | duro (coberto)   | 4  | Estados Unidos  |   | Uzbequistão      | 4–0       |
| Austrália   | duro             | 5  | Austrália       |   | Brasil           | 3–1       |
| Cagliari    | saibro           | 6  | Itália          |   | Coreia do Sul    | 4–0       |
| Düsseldorf  | duro (coberto)   | 7  | Alemanha        |   | Bielorrússia     | 4–1       |
| Astana      | duro (coberto)   | 8  | Cazaquistão     |   | Países Baixos    | 3–1       |
| Bratislava  | saibro (coberto) |    | Eslováquia      | 9 | Chéquia          | 1–3       |
| Premstätten | duro (coberto)   | 10 | Áustria         |   | Uruguai          | 3–1       |
| Miki        | duro (coberto)   | 11 | Japão           |   | Equador          | 0–3       |
| Estocolmo   | duro (coberto)   | 12 | Suécia          |   | Chile            | 3–1       |

### Fase de grupos
O evento ocorreu entre 25 de novembro e 5 dezembro de 2021, dividido em três cidades na primeira fase e quartas de final: Innsbruck, Áustria (Olympiahalle); Madri, Espanha (Madrid Arena); e Turim, Itália (Pala Alpitour), todos em quadras duras cobertas. Semifinais e final são jogadas em Madri. Dezoito equipes disputaram o troféu.
- 4 semifinalistas da edição anterior (Canadá, Espanha, Reino Unido e Rússia);
- 2 convites (wild cards: WC), selecionados por um comitê organizador, que não participaram do qualificatório (França e Sérvia);
- 12 vencedores do qualificatório, realizado em março de 2020.

| Grupo A                     | Grupo B                           | Grupo C                             | Grupo D                           | Grupo E                                | Grupo F                         |
| Madri                       | Madri                             | Innsbruck                           | Turim                             | Turim                                  | Innsbruck                       |
| --------------------------- | --------------------------------- | ----------------------------------- | --------------------------------- | -------------------------------------- | ------------------------------- |
| Madrid Arena                | Madrid Arena                      | Olympiahalle                        | Pala Alpitour                     | Pala Alpitour                          | Olympiahalle                    |
| Espanha (1) · FTR · Equador | Canadá (2) · Cazaquistão · Suécia | França (3) · Grã-Bretanha · Chéquia | Croácia (4) · Austrália · Hungria | Estados Unidos (5) · Itália · Colômbia | Sérvia (6) · Alemanha · Áustria |

### Fase eliminatória
|  |                                     |                  |                                |                                |   |            |                                |            |  |  |       |       |       |
|  | Quartas de final                    | Quartas de final | Quartas de final               |                                |   | Semifinais | Semifinais                     | Semifinais |  |  | Final | Final | Final |
|  | Quartas de final                    | Quartas de final | Quartas de final               |                                |   | Semifinais | Semifinais                     | Semifinais |  |  | Final | Final | Final |
|  | Madri, Espanha - 2 de dezembro      |                  |                                |                                |   |            |                                |            |  |  |       |       |       |
|  |                                     |                  |                                |                                |   |            |                                |            |  |  |       |       |       |
|  | 1º A                                | FTR              | 2                              |                                |   |            |                                |            |  |  |       |       |       |
|  | 1º A                                | FTR              | 2                              | Madri, Espanha - 4 de dezembro |   |            |                                |            |  |  |       |       |       |
|  | 2º B                                | Suécia           | 0                              |                                |   |            |                                |            |  |  |       |       |       |
|  | 2º B                                | Suécia           | 0                              |                                |   | FTR        | FTR                            | 2          |  |  |       |       |       |
|  | Innsbruck, Áustria - 30 de novembro |                  |                                |                                |   | FTR        | FTR                            | 2          |  |  |       |       |       |
|  |                                     |                  | Alemanha                       | Alemanha                       | 1 |            |                                |            |  |  |       |       |       |
|  | 1º C                                | Grã-Bretanha     | Alemanha                       | Alemanha                       | 1 | 1          |                                |            |  |  |       |       |       |
|  | 1º C                                | Grã-Bretanha     |                                |                                |   | 1          | Madri, Espanha - 5 de dezembro |            |  |  |       |       |       |
|  | 1º F                                | Alemanha         | 2                              |                                |   |            |                                |            |  |  |       |       |       |
|  | 1º F                                | Alemanha         | 2                              |                                |   | FTR        | FTR                            | 2          |  |  |       |       |       |
|  | Turim, Itália - 29 de novembro      |                  |                                |                                |   | FTR        | FTR                            | 2          |  |  |       |       |       |
|  |                                     |                  | Croácia                        | Croácia                        | 0 |            |                                |            |  |  |       |       |       |
|  | 1º E                                | Itália           | Croácia                        | Croácia                        | 0 | 1          |                                |            |  |  |       |       |       |
|  | 1º E                                | Itália           | Madri, Espanha - 3 de dezembro |                                |   | 1          |                                |            |  |  |       |       |       |
|  | 1º D                                | Croácia          | 2                              |                                |   |            |                                |            |  |  |       |       |       |
|  | 1º D                                | Croácia          | 2                              |                                |   | Croácia    | Croácia                        | 2          |  |  |       |       |       |
|  | Madri, Espanha - 1º de dezembro     |                  |                                |                                |   | Croácia    | Croácia                        | 2          |  |  |       |       |       |
|  |                                     |                  | Sérvia                         | Sérvia                         | 1 |            |                                |            |  |  |       |       |       |
|  | 2º F                                | Sérvia           | Sérvia                         | Sérvia                         | 1 | 2          |                                |            |  |  |       |       |       |
|  | 2º F                                | Sérvia           |                                |                                |   |            |                                |            |  |  |       |       |       |
|  | 1º B                                | Cazaquistão      | 1                              |                                |   |            |                                |            |  |  |       |       |       |
|  | 1º B                                | Cazaquistão      | 1                              |                                |   |            |                                |            |  |  |       |       |       |

### Final

#### Federação de Tênis Russa vs. Croácia
| Rússia 2 | Madri, Espanha 5 de dezembro de 2021 Madrid Arena | Madri, Espanha 5 de dezembro de 2021 Madrid Arena         | Croácia 0 |      |   |            |   |  |
| \| 1 \| \| Andrey Rublev Borna Gojo \| 6 4 \| 7 65 \| \| \| \| 2 \| \| Daniil Medvedev Marin Čilić \| 79 67 \| 6 2 \| \| \| \| 3 \| \| Aslan Karatsev / Andrey Rublev Nikola Mektić / Mate Pavić \| \| \| \| não jogado \| \| 4 \| \| \| \| \| \| \| \| 5 \| \| \| \| \| \| \| |                                                   |                                                           |           |      |   |            |   |  |
| |                                                   |                                                           | 1         | 2    | 3 | 4          | 5 |  |
| 1 | Rússia · Croácia                                  | Andrey Rublev Borna Gojo                                  | 6 4       | 7 65 |   |            |   |  |
| 2 | Rússia · Croácia                                  | Daniil Medvedev Marin Čilić                               | 79 67     | 6 2  |   |            |   |  |
| 3 | Rússia · Croácia                                  | Aslan Karatsev / Andrey Rublev Nikola Mektić / Mate Pavić |           |      |   | não jogado |   |  |
| 4 | Rússia · Croácia                                  |                                                           |           |      |   |            |   |  |
| 5 | Rússia · Croácia                                  |                                                           |           |      |   |            |   |  |